# Cleistanthus kasaiensis
Cleistanthus kasaiensis är en emblikaväxtart som beskrevs av J.Leonard. Cleistanthus kasaiensis ingår i släktet Cleistanthus och familjen emblikaväxter. Inga underarter finns listade i Catalogue of Life.